# Berryz Kōbō
Berryz Kōbō (Berryz 工房, ou Berryz Kobo, Berryz Kôbô, Berryz Koubou ; « atelier Berryz ») est un groupe féminin de J-pop du Hello! Project, actif de 2004 à 2015.

## Histoire
Le groupe est composé d'idoles japonaises sélectionnées en 2002 dans le cadre du Hello! Project Kids. À sa création en 2004, Berryz Kōbō était initialement destiné à être le seul groupe composé de « H!P Kids » au sein du Hello! Project, et ses huit membres devaient être alternées avec les autres H!P Kids. Le concept est abandonné rapidement, et les sept autres H!P Kids forment le groupe-sœur °C-ute en 2005.
Les membres de Berryz Kōbō restent donc pratiquement les mêmes jusqu'à présent, le seul changement se faisant en octobre 2005 lorsque Maiha Ishimura quitte le groupe et le Hello! Project pour poursuivre ses études. Depuis son départ, le groupe compte donc sept membres actives ; deux d'entre elles forment en parallèle le sous-groupe Buono! depuis 2007, avec une membre des °C-ute. Les membres animent aussi des émissions télévisées, dont Berikyû! et Yorosen!, et apparaissent dans des films ou séries télé, dont Koinu Dan no Monogatari et Sūgaku Joshi Gakuen.
En 2009 et 2010, Berryz Kōbō interprète les génériques de fin de la populaire série anime Inazuma Eleven. À partir de 2011, il sort quelques disques en collaboration avec Cute sous l'appellation "Berryz Kōbō x Cute" alias "Berikyū" (ベリキュー), et avec le Hello! Project sous les appellations Bekimasu / Mobekimasu.
Le groupe donne son premier concert en France le 3 juillet 2014, au côté d'un autre groupe du Hello! Project, les °C-ute. Le concert a lieu en marge de l'exposition Japan Expo 2014, dans une salle de concert du festival nommée le Live House. C'est également le premier concert en France rassemblant le plus d'idols simultanément, soit 12 jeunes filles sur scène.
Le 2 août, Tsunku annonce durant le concert commun du Hello! Project que Berryz Kōbō suspendra ses activités pour une durée indéterminée à la fin de sa tournée d'automne de 2014, après 10 ans de carrière ; ses membres ont en effet décidé de se consacrer à d'autres activités, mais ne souhaitent pas annoncer une séparation définitive. Cependant, aucun des groupes du Hello! Project ayant été mis en sommeil auparavant de la même manière (Petit Moni, Mini Moni, Tanpopo, etc.) n'a repris ses activités par la suite.
Le groupe cesse officiellement ses activités le 3 mars 2015, après un dernier concert. Seule Momoko Tsugunaga reste membre officielle du Hello! Project, en tant que membre spécial du nouveau groupe Country Girls qu'elle quittera en juin 2017 pour se reconvertir comme enseignant en école primaire ou maternelle ; Saki Shimizu et Chinami Tokunaga continuent aussi à y travailler mais en tant que membres du staff, conseillères des artistes dont les nouveaux groupes Kobushi Factory et Tsubaki Factory formés sur le même modèle que Berryz Kobo ; Yurina Kumai annonce de son côté continuer ses études avant de tenter de se lancer dans une carrière de mannequin de mode. En mai 2015, cette dernière et Maasa Sudō sont intégrées au M-line club (ensemble d'anciens artistes du H!P), où elles continuent leurs carrières en solo, toujours avec la compagnie Up-Front ; elles y sont rejointes en mai 2016 par leur ancienne collègue Miyabi Natsuyaki autour de laquelle a été formé un nouveau groupe, Pink Cres,.

## Membres
| Prénom et nom                 | Date de naissance | Âge    | Couleur | Notes                                               |
| ----------------------------- | ----------------- | ------ | ------- | --------------------------------------------------- |
| Saki Shimizu (清水佐紀)       | 22 novembre 1991  | 33 ans | Jaune   | Captain                                             |
| Momoko Tsugunaga (嗣永桃子)   | 6 mars 1992       | 33 ans | Rose    | Membre de Buono! ; Playing manager de Country Girls |
| Chinami Tokunaga (徳永千奈美) | 22 mai 1992       | 32 ans | Orange  |                                                     |
| Maasa Sudō (須藤茉麻)         | 3 juillet 1992    | 32 ans | Bleu    |                                                     |
| Miyabi Natsuyaki (夏焼雅)     | 25 août 1992      | 32 ans | Violet  | Sub-leader ; membre de Buono!                       |
| Yurina Kumai (熊井友理奈)     | 3 août 1993       | 31 ans | Vert    |                                                     |
| Risako Sugaya (菅谷梨沙子)    | 4 avril 1994      | 30 ans | Rouge   |                                                     |
| Ex-membre                     |                   |        |         |                                                     |
| Maiha Ishimura (石村舞波)     | 20 novembre 1992  | 32 ans | -       | Quitte en octobre 2005                              |

## Discographie

### Albums
Albums originaux
1. 7 juillet 2004 : 1st Chō Berryz (1st 超ベリーズ?)
2. 16 novembre 2005 : Dai 2 Seichōki (第②成長記?)
3. 5 juillet 2006 : 3 Natsu Natsu Mini Berryz (③夏夏ミニベリーズ?) (mini-album)
4. 1er août 2007 : 4th Ai no Nanchara Shisū (4th 愛のなんちゃら指数?)
5. 10 septembre 2008 : 5 (FIVE)
6. 31 mars 2010 : 6th Otakebi Album (6th 雄叫びアルバム?)
7. 30 mars 2011 : 7 Berryz Times (⑦ Berryz タイムス?)
8. 22 février 2012 : Ai no Album 8 (愛のアルバム⑧?)
9. 30 janvier 2013 : Berryz Mansion 9 Kai (Berryzマンション9階?)

Compilations
1. 7 décembre 2005 : Special! Best Mini ~2.5 Maime no Kare~ (スッペシャル! ベストミニ ~2.5枚目の彼~?) (mini-album)
2. 14 janvier 2009 : Berryz Kōbō Special Best Vol.1 (Berryz工房 スペシャル ベスト Vol.1?)
3. 26 février 2014 : Berryz Kōbō Special Best Vol.2 (Berryz工房 スペシャル ベスト Vol.2?)
4. 21 janvier 2015 : Kanjuku Berryz Kōbō The Final Completion Box (完熟Berryz工房 The Final Completion Box?)

### Singles
1. 3 mars 2004 : Anata Nashi de wa Ikite Yukenai (あなたなしでは生きてゆけない?)
2. 28 avril 2004 : Fighting Pose wa Date ja nai! (ファイティングポーズはダテじゃない!?)
3. 26 mai 2004 : Piriri to Yukō! (ピリリと行こう!?)
4. 25 août 2004 : Happiness ~Kōfuku Kangei!~ (ハピネス ~幸福歓迎!~?)
5. 10 novembre 2004 : Koi no Jubaku (恋の呪縛?)
6. 30 mars 2005 : Special Generation (スッペシャル ジェネレ~ション?)
7. 8 juin 2005 : Nanchū Koi wo Yatterū You Know? (なんちゅう恋をやってるぅ YOU KNOW??)
8. 3 août 2005 : 21ji Made no Cinderella (21時までのシンデレラ?)
9. 23 novembre 2005 : Gag 100 Kaibun Aishite Kudasai (ギャグ100回分愛してください?)
10. 29 mars 2006 : Jiriri Kiteru (ジリリ キテル?)
11. 2 août 2006 : Waracchaō yo Boyfriend (笑っちゃおうよ BOYFRIEND?)
12. 6 décembre 2006 : Munasawagi Scarlet (胸騒ぎスカーレット?)
13. 7 mars 2007 : Very Beauty
14. 27 juin 2007 : Kokuhaku no Funsui Hiroba (告白の噴水広場?)
15. 28 novembre 2007 : Tsukiatteru no ni Kataomoi (付き合ってるのに片思い?)
16. 12 mars 2008 : Dschinghis Khan (ジンギスカン?)
17. 9 juillet 2008 : Yuke Yuke Monkey Dance (行け 行け モンキーダンス?)
18. 5 novembre 2008 : Madayade
19. 11 mars 2009 : Dakishimete Dakishimete (抱きしめて 抱きしめて?)
20. 3 juin 2009 : Seishun Bus Guide / Rival (青春バスガイド / ライバル?)
21. 11 novembre 2009 : Watashi no Mirai no Danna-sama / Ryūsei Boy (私の未来のだんな様 / 流星ボーイ?)
22. 3 mars 2010 : Otakebi Boy Wao! / Tomodachi wa Tomodachi Nanda! (雄叫びボーイ WAO! / 友達は友達なんだ!?)
23. 14 juillet 2010 : Maji Bomber!! (本気ボンバー!!?)
24. 10 novembre 2010 : Shining Power (シャイニング パワー?)
25. 2 mars 2011 : Heroine ni Narō ka! (ヒロインになろうか!?)
26. 8 juin 2011 : Ai no Dangan (愛の弾丸?)
27. 10 août 2011 : Aa, Yo ga Akeru (あぁ,夜が明ける?)
28. 21 mars 2012 : Be Genki -Naseba Naru!- (Be元気<成せば成るっ!>?)
29. 25 juillet 2012 : Cha Cha Sing
30. 19 décembre 2012 : Want!
31. 13 mars 2013 : Asian Celebration (アジアン セレブレイション?)
32. 19 juin 2013 : Golden Chinatown / Sayonara Usotsuki no Watashi (ゴールデンチャイナタウン/さよなら 嘘つきの私?)
33. 2 octobre 2013 : Motto Zutto Issho ni Itakatta / Rock Erotic (もっとずっと一緒に居たかった/ROCKエロティック?)
34. 19 février 2014 : Otona na no yo! / 1-Oku 3-Senman Sō Diet Ōkoku (大人なのよ！／1億3千万総ダイエット王国?)
35. 4 juin 2014 : Ai wa Itsumo Kimi no Naka ni / Futsū, Idol 10nen Yatterannai Desho!? (愛はいつも君の中に/普通、アイドル10年やってらんないでしょ!??)
36. 11 novembre 2014 : Romance wo Katatte / Towa no Uta (ロマンスを語って / 永久の歌?)

Collaborations
- 17 septembre 2008 : Dschinghis Khan Tartar Mix (ジンギスカン タルタルミックス?) (par "Dschinghis Khan x Berryz Kōbō")
- 6 août 2011 : Makeru na Wasshoi! (負けるな わっしょい!?) (par Bekimasu)
- 9 septembre 2011 : Amazuppai Haru ni Sakura Saku (甘酸っぱい春にサクラサク?) (par "Berryz Kobo x °C-ute")
- 16 novembre 2011 : Busu ni Naranai Tetsugaku (ブスにならない哲学?) (par Hello! Project Mobekimasu)
- 20 juin 2012 : Chō Happy Song (超HAPPY SONG?) (par "Berryz Kobo x °C-ute")

Chanson
- 2009 : Kanpaku Sengen (関白宣言?) (avec Erina Mano, sur l'album Chanpuru 1 ~Happy Marriage Song Cover Shū~)

## DVD
Singles V
1. 17 mars 2004 : Anata Nashi de wa Ikite Yukenai
2. 12 mai 2004 : Fighting Pose wa Date ja nai!
3. 9 juin 2004 : Piriri to Yukō!
4. 8 septembre 2004 : Happiness ~Kōfuku Kangei!~
5. 20 avril 2005 : Special Generation
6. 22 juin 2005 : Nanchū Koi wo Yatterū You Know?
7. 17 août 2005 : 21ji Made no Cinderella
8. 7 décembre 2005 : Gag 100 Kaibun Aishite Kudasai
9. 5 avril 2006 : Jiriri Kiteru
10. 9 août 2006 : Waracchaō yo Boyfriend
11. 27 décembre 2006 : Munasawagi Scarlet
12. 14 mars 2007 : Very Beauty
13. 11 juillet 2007 : Kokuhaku no Funsui Hiroba
14. 26 mars 2008 : Dschinghis Khan
15. 23 juillet 2008 : Yuke Yuke Monkey Dance
  - 26 novembre 2008 : Dschinghis Khan Tartar Mix, par Dschinghis Khan x Berryz Kōbō
16. 19 novembre 2008 : Madayade
17. 25 mars 2009 : Dakishimete Dakishimete
18. 17 juin 2009 :  Rival
19. 24 juin 2009 :  Seishun Bus Guide
20. 18 novembre 2009 : Ryūsei Boy
21. 10 mars 2010 : Otakebi Boy Wao!
22. 21 juillet 2010 : Maji Bomber!!
23. 24 novembre 2010 : Shining Power
24. 9 mars 2011 : Heroine ni Narō ka!
25. 22 juin 2011 : Ai no Dangan
26. 4 avril 2012 : Be Genki -Naseba Naru!-
27. 1er août 2012 : Cha Cha Sing

En concert
- 17 novembre 2004 : 2004 Natsu First Concert Tour ~W Stand-by!W & Berryz Kōbō!~
- 22 septembre 2005 : 2005 Shoka Hatsutandoku ~Marugoto~
- 9 novembre 2005 : 2005nen Natsu W & Berryz Kōbō Concert Tour « HIGH SCORE »!
- 28 décembre 2005 : Berryz Kōbō Live Tour 2005 Aki ~Switch ON!~
- 19 juillet 2006 : Berryz Kōbō Concert Tour 2006 Haru ~Nyoki Nyoki Champion!~
- 25 octobre 2006 : Berryz Kōbō Summer Concert Tour ~Natsu Natsu! ~Anata wo Suki ni Naru Sangenzoku~
- 27 juin 2007 : 2007 Sakura Mankai Berryz Kōbō Live ~Kono Kandō wa Nidoto Nai Shunkan de Aru~
- 2007 : Berryz Kōbō Concert 2007 Haru ~Zoku Sakura Mankai Golden Week -Compilation~
- 31 octobre 2007 : Berryz Kōbō Concert Tour 2007 Summer ~Welcome! Berryz Kyûden~
- 9 juillet 2008 : Berryz Kōbō & C-ute Nakayoshi Battle Concert Tour 2008 Haru ~Berryz Kamen vs Cutie Ranger~ (avec °C-ute)
- 17 décembre 2008 : Berryz Kōbō Concert Tour 2008 Aki ~Berikore!~
- 19 juillet 2009 : Berryz Kōbō Concert Tour 2009 Spring - Sono Subete no Ai ni
- 10 février 2010 : Berryz Kōbō Concert Tour 2009 Fall ~Medachitaii!!~
- 27 mars 2010 :  Berryz Kobo First Live in Bangkok, at the Indoor Stadium Hua Mak Sports Complex in Bangkok, Thailand
- 23 juin 2010 : Berryz Kobo Festival ~Youkoso Otakebi Land e~
- 25 août 2010 : Berryz Kōbō Concert Tour 2010 Shoka ~Umi no ie Otakebi House~
- 2010 : Berryz Kobo Concert Tour 2010 Aki Fuyu ～Beri Kou Fest !～
- 22-24 avril 2011 :  Berryz Kobo First Concert in the USA, at Sakura Con in Seattle, Washington
- 20 juillet 2011 : Berryz Kobo Kessei 7 Shunen Concert Tour 2011 Haru ~Shûkan Berryz Times~
- 2011 : Berryz Kobo & °C-ute collabo Concert Tour 2011 Aki ~Berikyu Island~
- 6 janvier 2012 : Berryz Kobo Tanabata Special Live ☆777☆
- 8-10 juin 2012 :  Berryz Kobo AnimeNEXT 2012 in USA, at AnimeNEXT in Somerset, New Jersey.
- 7 juillet 2012 :  Berryz Kobo Tanabata Special Live 2012
- 8 août 2012 : Berryz Kobo Concert Tour 2012 Haru ~Berryz Station~ Sokkou Live
- 19 mars 2014 : Berryz Kobo 10th Anniversary Nippon Budokan Special Live 2013 ~Yappari Anata Nashi de wa Ikite Yukenai~
- 2 juillet 2014 : Japan Expo 15th Anniversary: Berryz Kobo×℃-ute in Hello! Project Festival
- 3 mars 2015 : Berryz Kobo Last Concert 2015 Berryz Kobo Ikubee~!

Autres
- 15 décembre 2004 : Berryz Kōbō Single V Clips (1)
- 22 février 2006 : Berryz Kōbō Single V Clips (2)
- 17 janvier 2007 : Geki Haro « Edo kara Chakushin!? ~Timeslip to Kengai!~ »
- juin 2007 : Berryz Kōbō - 3rd Anniversary Special Kiseki no DVD
- 12 décembre 2007 : Berryz Kōbō Single V Clips (3)
- 20 février 2008 : Gekidan Geki Haro Dai 3 Kai Kōen ~Rebirth! ~Watashi no Karada doko desu ka?~
- 26 avril 2008 : Berryz Kōbō Fan Club in Yamanashi ~Hito aishihayai Christmas Party~
- 24 mai 2008 : Hello! days EXTRA. Berryz Kōbō Fan Club in Yamanashi ~Hito aishihayai Christmas Party~ EXTRA
- 10 juin 2009 : Alo-Hello! - Berryz Kōbō in Hawaii
- 2 décembre 2009 : Berryz Kōbō Single V Clips ④
- 17 novembre 2010 : Alo-Hello! 2 - Berryz Kōbō DVD
- 17 août 2011 : Berryz Kōbō Single V Clips (5)

## Divers
Awards
- 4 octobre 2008 : 5th Asia Song Festival Seoul Korea (Asia New Comer Award)

Photobooks
- 20 mai 2005 : 1st Shashinshū "Berryz Kōbō" (1st写真集「Berryz工房」?)
- 2 août 2005 : SEASONZ
- 25 août 2005 : « Marugoto » - Berryz Kōbō First Live Photobook (「まるごと」?)
- 2 décembre 2005 : « Switch On » - Berryz Kōbō Live Photobook (「スイッチON」?)
- 5 juillet 2006 : « Nyoki Nyoki Champion » - Berryz Kōbō Live Photobook (「にょきにょきチャンピオン」?)
- 10 juin 2009 : 5th Anniversary Alo Hello! Berryz Kobo in HAWAII ~LIVE & DVD MAKING~  (5th Anniversaryアロハロ! Berryz工房 in HAWAII ~LIVE&DVD MAKING~?)
- 17 novembre 2010 : Alo Hello! Rainbow Berryz
- 3 mars 2011 : Berryz Kōbō Shūnen Kinen PHOTO BOOK 「7」 (Berryz工房7周年記念PHOTO BOOK「7」?)
- 26 février 2015 : Berryz Kobo 2004-2015

Concerts
- 25 août 2005 : marugoto (まるごと?)
- 25 octobre 2005 : Abe Natsumi + Berryz Kōbō Hello! Project 2005 Natsu no Kayō Show '05 Selection! Collection! (安倍なつみ+ベリーズ工房 in Hello! Project 2005 夏の歌謡ショー?) (avec Abe Natsumi)
- 2 décembre 2005 : Switch ON! (スイッチON?)
- 5 juillet 2006 : Nyoki Nyoki Champion (にょきにょきチャンピオン!?)
- 21 septembre 2006 : Berryz Kōbō & °C-ute in Hello! Project 2006 Summer Wonderful Hearts Land (Berryz工房&℃-ute　in　Hello! Project 2006 Summer ワンダフルハーツランド?) (avec °C-ute)
- 4 octobre 2007 : 2007 Summer ~Welcome! Berryz Kyuuden~ (ウェルカム! Berryz宮殿?)
- 1er juillet 2008 : Berryz Kobo & °C-ute Nakayoshi Battle Concert Tour 2008 Haru Berryz Kamen vs Cutie Ranger Live Photobook Stage ver. (Berryz工房&℃-ute 仲良しバトルコンサートツアー2008春 ~Berryz仮面 vs キューティーレンジャー~ ライブ写真集 ステージver.?)
- 4 juillet 2008 : Berryz Kobo & °C-ute Nakayoshi Battle Concert Tour 2008 Haru Berryz Kamen vs Cutie Ranger Live Photobook Document ver. (Berryz工房&℃-ute 仲良しバトルコンサートツアー2008春 ~Berryz仮面 vs キューティーレンジャー~ ライブ写真集 ドキュメントver.?)

Émissions radio
- 2004–2009 : Berryz Kobo Kiritsu! Rei! Chakuseki! (Berryz工房 起立! 礼! 着席?)
- 2009– : Berryz Kobo Beritsuu! (Berryz工房 べりつぅ!?) (par Saki Shimizu, Chinami Tokunaga, Maasa Sudo)
- 2009– : Berryz Kobo Tsugunaga Momoko no Puripuri Princess (Berryz工房 嗣永桃子のぷりぷりプリンセス?) (par Momoko Tsugunaga)
- 2009– : Tsuukai! Berryz Oukoku (痛快!ベリーズ王国?) (par Natsuyaki Miyabi, Kumai Yurina, Sugaya Risako)

Émissions TV
- 2005 : Musume Dokyu! (娘DOKYU!?)
- 2006 : Hello Pro Hour (ハロプロアワー?) - Vol.5 episode 9 : Miyabi Natsuyaki
- 2006 : Hello Pro Hour (ハロプロアワー?) - Vol.5 episode 12 : Risako Sugaya
- 2006 : Hello Pro Hour (ハロプロアワー?) - Vol.6 episode 14 : Saki Shimizu
- 2006 : Hello Pro Hour (ハロプロアワー?) - Vol.7 episode 15 : Yurina Kumai
- 2006 : Hello Pro Hour (ハロプロアワー?) - Vol.7 episode 16 : Momoko Tsugunaga
- 2006 : Hello Pro Hour (ハロプロアワー?) - Vol.8 episode 17 : Maasa Sudō
- 2006 : Hello Pro Hour (ハロプロアワー?) - Vol.8 episode 18 : Chinami Tokunaga
- 2006 : Hello Pro Hour (ハロプロアワー?) - Vol.9 episode 20 : Risako Sugaya et Momoko Tsugunaga
- 2008 : Berikyû! (ベリキュー!?) (avec °C-ute)
- 2008-2009 : Yorosen! (よろセン!?)
- 2010–2011 : Bijo Gaku (美女学?)
- 2011– : HELLOPRO! TIME (ハロプロ！ＴＩＭＥ?)
- 2011– : Kaette Kita Berryz Kamen! (帰ってきたBerryz仮面!?)

Film
- 2003.06.21 : Koinu Dan no Monogatari (仔犬ダンの物語?)